# Стадион Федерации футбола Афганистана
Стадион Федерации футбола Афганистана (ФФА) — футбольный стадион, расположенный в столице Афганистана Кабуле. Может вмещать в себя до пяти тысяч зрителей. Принадлежит Федерации футбола Афганистана, и находится рядом со ее штаб-квартирой. Также рядом с этим стадионом расположен крупнейший и главный стадион Афганистана — стадион «Гази», вмещающий 25 тысяч зрителей.
Стадион был открыт в сентябре 2012 года. На этом стадионе (наряду со стадионом «Гази») в основном проводятся матчи большинства команд Афганской Премьер-лиги. Из-за соображений безопасности в связи с непрекращающимся вооружённым конфликтом в стране, клубы из других регионов и городов Афганистана вынуждены проводить свои домашние матчи на этом стадионе, и на стадионе «Гази».
Также на этом стадионе проводят свои некоторые матчи юношеская, молодёжная, женская и даже национальная сборная Афганистана.